# BVBS Bundesverband Software und Digitalisierung im Bauwesen
Der BVBS Bundesverband Software und Digitalisierung im Bauwesen e. V. (bis September 2023: Bundesverband Bausoftware e. V.) ist ein Fachverband für Software- und IT-Unternehmen, die in den Bereichen Architektur, Bauingenieurwesen, Fachplanung, Bauausführung, verarbeitendes Gewerbe und IT-Dienstleistungen aktiv sind. Der BVBS wurde 1993 gegründet und vertritt die Interessen von über 125 Mitgliedsunternehmen in zahlreichen Gremien und Ausschüssen.

## Aufgaben
Der BVBS wurde 1993 in Bonn unter der Schirmherrschaft von Persönlichkeiten der Gesellschaft zur Förderung des Deutschen Baugewerbes und des GAEB gegründet. Maßgebende Beweggründe für die Gründung des BVBS waren die Entwicklung von einheitlichen Standards, neuen verbesserten Datenaustauschverfahren und Schnittstellen. Der BVBS vertritt die Interessen seiner Mitglieder im Netzwerk der Baubranche in verschiedenen Gremien und Ausschüssen. Der BVBS ist unter anderem aktiv in den folgenden Ausschüssen:
- im Arbeitskreis Informationsmanagement/IT des Hauptverbandes der Deutschen Bauindustrie
- im Ausschuss IT/Betriebswirtschaft des Zentralverbandes Deutsches Baugewerbe
- in der AG Programmsysteme des Hauptausschusses des GAEB
- im Vorstand des Deutschen Vergabeausschusses[4]
- in allen Normenausschüssen Building Information Modeling (BIM) des DIN sowie verschiedenen CEN- und ISO-Gremien
- im Koordinierungskreis BIM des VDI, in zahlreichen Arbeitskreisen für die VDI 2552 (BIM)
- beim Branchen-Dialog „Digitaler Hochbau“ des Bundesministeriums des Inneren

Als Fachverband der Software und IT-Unternehmen ist der BVBS für die Politik Ansprechpartner in allen Fragen zur digitalen Transformation der Baubranche.

## Partnerschaften
Der BVBS ist Mitgesellschafter der „planen-bauen 4.0“ (pb 4.0 Gesellschaft zur Digitalisierung des Planens, Bauens und Betreibens mbH). Er berät die Messe München GmbH für den Ausstellerbereich „Bau-IT“. Diese Zusammenarbeit ist Grundlage für eine große Bausoftware-Präsentation auf der alle zwei Jahre in München stattfindenden Messe BAU. Für die Zwischenjahre hatte der BVBS mit der Messe München das Konzept einer gesonderten Messe digitalBAU entwickelt, die erstmals im Februar 2020 in Köln stattfand.

## Struktur
Satzungsgemäß bilden die Mitgliederversammlung und der Vorstand die ausführenden Organe des BVBS. Die Mitgliederversammlung findet einmal pro Jahr statt.
Der Vorstand des BVBS besteht aus dem Vorstandsvorsitzenden, dem Stellvertretenden Vorstandsvorsitzenden und bis zu sechs weiteren Vorstandsmitgliedern. Der aktuelle Vorstandsvorsitzende des BVBS ist seit 2001 Prof. Dr. Joaquín Díaz.
Die Verbandsarbeit und den fachlichen Austausch organisiert der BVBS in Arbeitskreisen. Mit Stand Anfang 2025 engagieren sich die Verbandsmitglieder in folgenden Arbeitskreisen: AK Baunebengewerbe, AK Bewehrungsdaten, AK BIM und AK Datenaustausch. Die Arbeitskreise treffen sich mehrmals jährlich und beschäftigen sich unter anderem mit der Weiterentwicklung von Normen und Standards, der Erarbeitung von Datenaustauschverfahren, der Entwicklung von Schnittstellen, der Erarbeitung von Zertifizierungskriterien.

## Zertifizierung

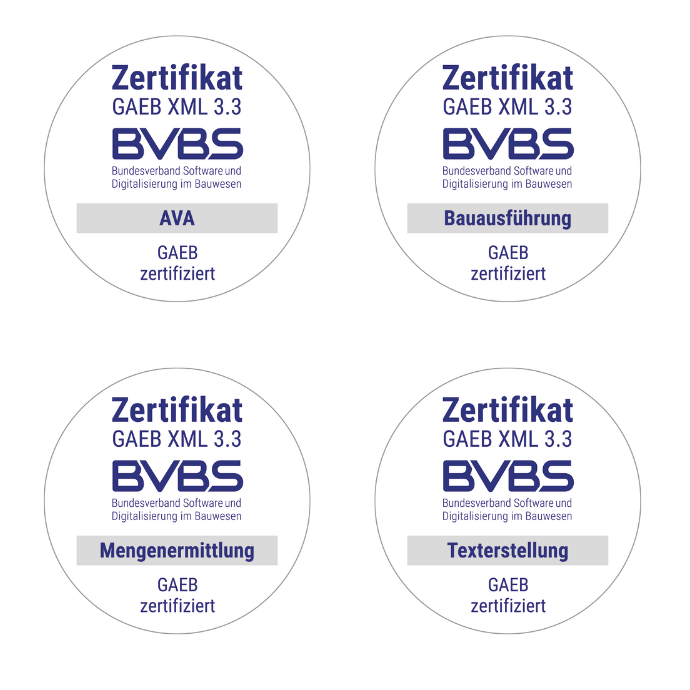
Übersicht BVBS Zertifizierungssiegel für GAEB XML 3.3

Die Zertifizierung von Softwareprogrammen unterschiedlichster Anwendungsbereiche in enger Zusammenarbeit mit dem Gemeinsamen Ausschuss für Elektronik im Bauwesen (GAEB) ist ein wesentlicher Bestandteil der Arbeit des BVBS. Der BVBS führt Zertifizierungen nach GAEB DA XML 3.1, GAEB DA XML 3.2 und GAEB DA XML 3.3 durch. Hierbei wird zwischen den Bereichen AVA, Bauausführung, Mengenermittlung und Texterstellung unterschieden. Für die Zertifizierung sind verbildliche Prüfungskriterien festgeschrieben worden. Die Konformität mit den Prüfungskriterien wird durch die ausgestellte Zertifizierungsurkunde bestätigt.